# Проспект Стачек
Проспект Ста́чек — крупная улица в Санкт-Петербурге, центральная магистраль Кировского района города. Сформирован на основе части Петергофской дороги. Начинается от площади Стачек и Нарвских ворот. После пересечения с проспектом Маршала Жукова переходит в Петергофское шоссе.

## История и достопримечательности
Прежние названия нынешней магистрали: Петергофская дорога (1758—1830-е годы), Петергофское шоссе (1830-е — рубеж 1910-х—1920-х годов), улица Стачек (рубеж 1910—1920-х — 3 августа 1940). Нынешнее название проспект носит с 3 августа 1940 года.
Разные части проспекта Стачек соответствуют различным архитектурным стилям:
- Начало — конструктивизм;
- Середина — сталинский ампир, Усадьба Кирьяново (классицизм);
- Конец — Индустриальное домостроение массовых советских серий (в том числе «дома-корабли» — серии 1-ЛГ-600[1]).

В конце 2002 года на проспекте Стачек был построен путепровод через железнодорожные пути грузовой портовой ветви.
Проспекту во многом приданы советские коммунистические атрибуты — советская символика, архитектура. Примером может послужить Серп и молот на доме рядом с Кировской площадью.

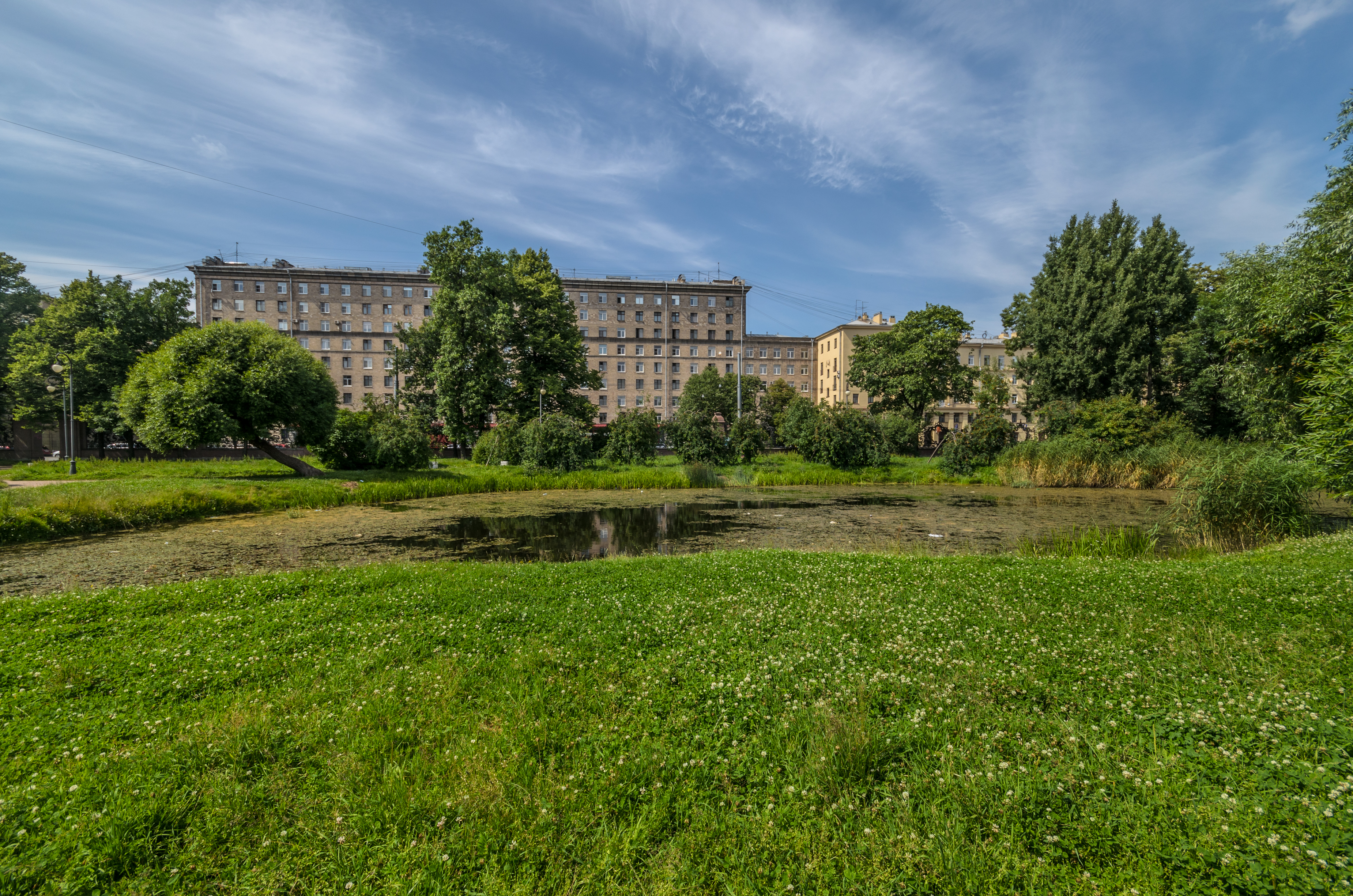
Вид на проспект из Сада имени 9 Января

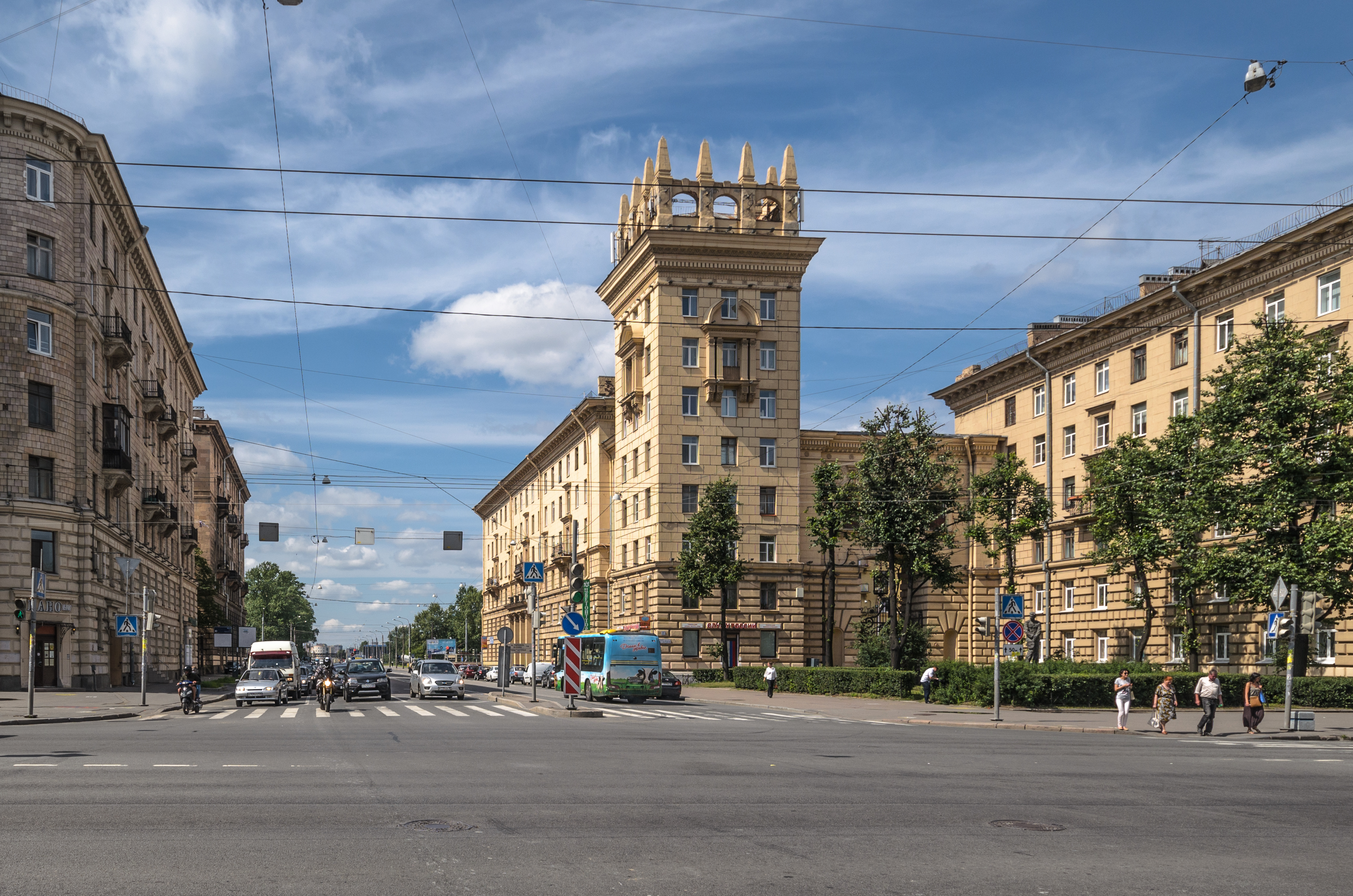
Дом на перекрёстке с Дорогой на Турухтанные острова

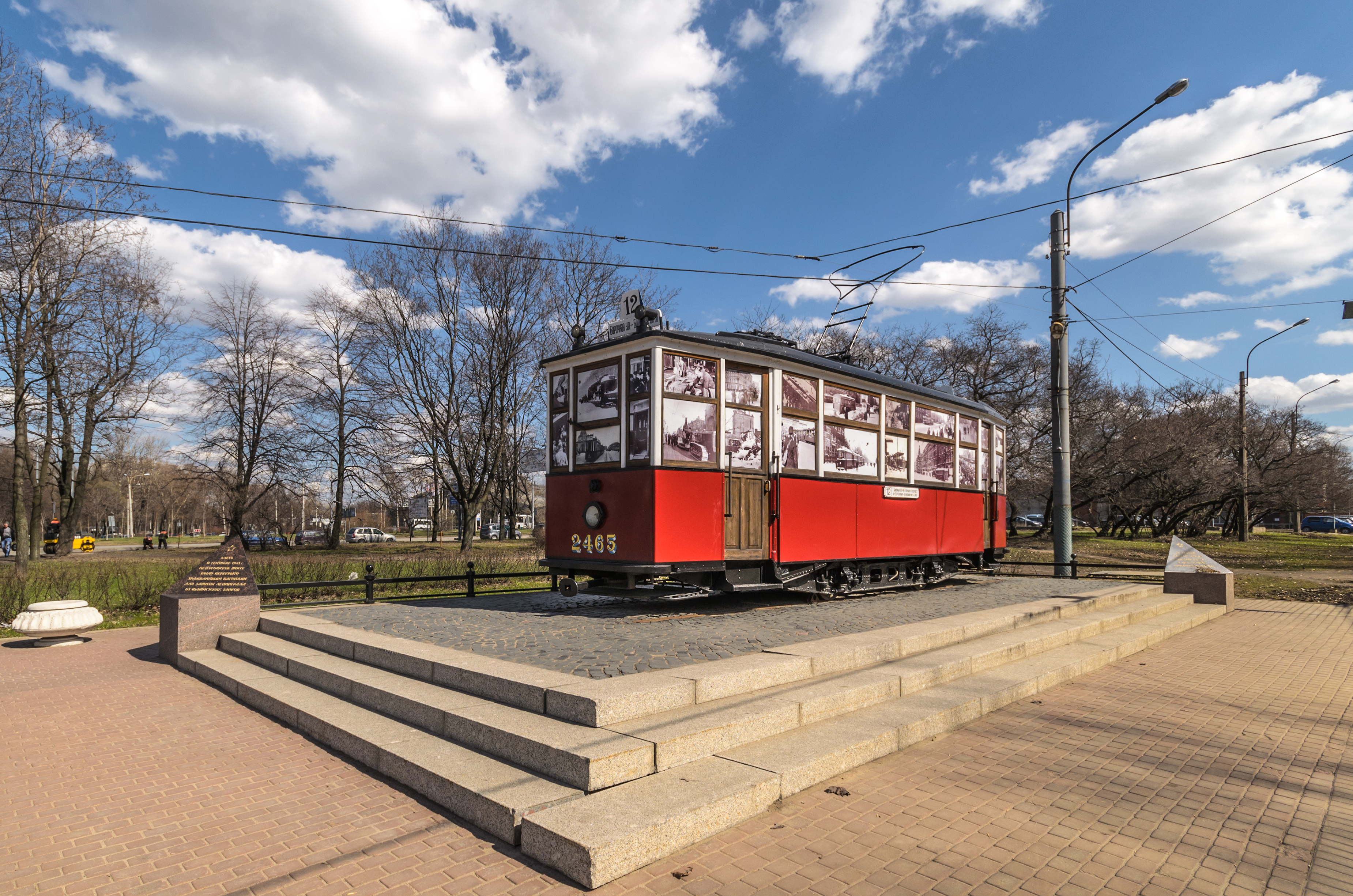
Трамвай типа МС в Княжеве

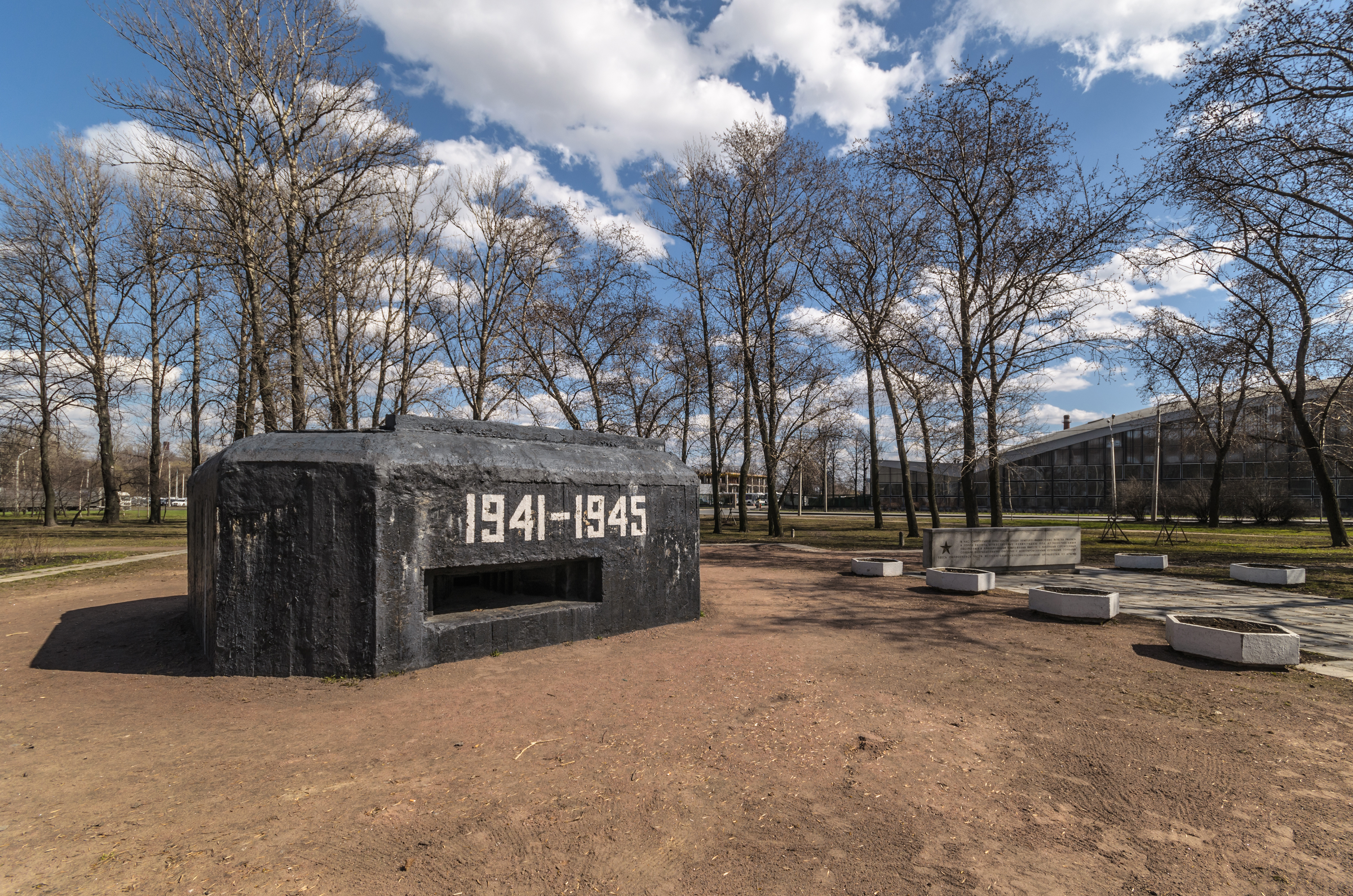
ДОТ времён Великой Отечественной войны

### Достопримечательности
- На площади Стачек в начале проспекта находятся Нарвские триумфальные ворота.
- На проспекте находится Кировский завод.
- Дом 37 — дом Е. П. Овсянниковой, модерн, начало 1900-х[2].
- Дом 39 — Торговый дом Общества потребителей Путиловского завода (6-е отделение)[2]. 1910—1911 гг. Объект культурного наследия.  7830622000
- Дом 45 — бывшая усадьба княгини Дашковой «Кирьяново». В XX веке здание занял ЗАГС Кировского района.  7810235000
- Дом 48 — Путиловская церковь, построенная в 1900—1906 годы при Путиловском заводе по проекту В. А. Косякова в русском стиле, перестроенная в 1920-х годах по проекту А. С. Никольского под заводской клуб в стиле конструктивизма, ещё раз перестроенная после Великой Отечественной войны в неоклассическом стиле и возвращённая епархии в 2005 году (в XXI веке новый бизнес-центр закрыл церковь со стороны проспекта)[3]. 7830624000
- Дом 48, литера Б — Дом для переодевания невест, 1901—1906[4].  7830624002
- Дом 48, литера И — Дом С. С. Богомолова 1872 г. Объект культурного наследия. 7830625000
- В 1924 году сад 9-го Января на проспекте Стачек был огорожен решёткой, созданной в 1901 году по проекту Р. Ф. Мельцера и перенесённой сюда из сквера Зимнего Дворца. 7830314002
- Дом 67 — 8 разноэтажных корпусов и 8‑этажная башня, три двора с застройкой по периметру. Весь комплекс имеет единую нумерацию квартир от № 1 до № 717 (из них 287 — это комнаты в общежитии, которое располагается в башне и корпусе вдоль улицы Зайцева). Стиль неоклассицизм. Упомянут в постановлении ЦК КПСС и Совмина СССР от 4 ноября 1955 года «Об устранении излишеств в проектировании и строительстве»[5].
- На углу проспекта Стачек и Дороги на Турухтанные острова, у дома № 67 в 2013 году был установлен памятник подводнику Александру Маринеско.
- Дом 72 — Дворец культуры имени И. И. Газа, южный корпус был возведён в 1931—1935 годах по проекту Александра Гегелло и Давида Кричевского. Центральный и северный корпуса были построены в 1960-х под руководством Евгения Полторацкого. С 2020 года здание имеет статус объекта культурного наследия регионального значения[6]. 7830626000
- Дом 80 — Жилой дом Балтийского пароходства, построен в 1936—1938 годах по проекту архитекторов Л. Е. Асса, А. C. Гинцберга для работников Балтийского пароходства.
- У дома № 96 в 2018 году был открыт сквер имени Петра Семененко.
- Вдоль проспекта Стачек сохранились некоторые образцы долговременных огневых сооружений (ДОТ) времен Великой Отечественной войны — как минимум два одноамбразурных пулемётных ДОТа и один двухамбразурный — а также железобетонный бункер (по-видимому, командно-наблюдательный). Из памятников войны следует отметить и мемориал, в оформлении которого, помимо упомянутого двухамбразурного ДОТа, использован танк КВ-85, один из немногих сохранившихся на сегодня экземпляр этой модификации.
- Дом 91-А — здание Княжевской подстанции, напротив — Трамвайный парк № 9 им. И. Е. Котлякова, также рядом «старый трамвайный мост» — это остатки инфраструктуры Оранэлы — первой в России электрической пригородной железной дороги. 7801883000
- 22 августа 2007 года на проспекте Стачек у дома № 114 был установлен памятник блокадному трамваю. В качестве постамента для памятника использованы несколько метров рельсов, установленных там, где в блокаду находились оборонительные сооружения. Ретровагон серии МС восстановлен реставраторами в мельчайших деталях. Именно такие трамваи ходили по улицам блокадного города. Памятником героическим вагоновожатым стал трамвай 12-го маршрута[7][8][9].
- Дом 100 — Электродепо Автово Петербургского метрополитена.
- Дом 108 — 5-й автобусный парк[10].
- Дома 140, 142, 144, 156, 158, 160, 172  7801885000 — частично сохранившаяся бывшая усадьба К. Е. Сиверса позднее — больница Всех Скорбящих/Фореля, ныне занята ДК «Кировец».
- Дом 186, литера А  7801886000 — усадьба Р. И. Воронцова, 1756 г., арх. Ж.-Б. Валлен-Деламот. Церковь Святых Мучениц Веры, Надежды, Любови и Матери их Софии в 1991 году было занято церковной общиной
- Дом 226  7810238000 — дача Чернышёва «Александрино», ныне в ней расположена детская художественная школа.

## Транспорт
Проспект Стачек — одна из главных транспортных артерий Санкт-Петербурга.
Между улицей Морской Пехоты и Автомобильной улицей на проспекте начинаются трамвайные пути и продолжаются вплоть до конца проспекта. До начала 1950-х годов трамвайные пути были проложены на всём протяжении проспекта Стачек (см. ОРАНЭЛ), а трамвайно-железнодорожный переезд в створе проспекта Стачек существовал до 1978 года, пока не был построен Кронштадтский путепровод.
На участке от площади Стачек до Трамвайного проспекта проходит 20-й маршрут троллейбуса.
По проспекту проходит ряд автобусных маршрутов.
Непосредственно на проспекте располагаются три станции Петербургского метрополитена: «Нарвская», «Кировский завод» и «Автово».

## Галерея
|                               |                                      |                                                |                                                 |                                    |
| Сталинский ампир              | Архитектура 1920-х годов.            | Здания 1970-х годов. на проспекте Стачек       | Начало проспекта, вдалеке видны Нарвские ворота | Верстовой столб на улице Трефолева |
|                               |                                      |                                                |                                                 |                                    |
| Церковь Иоанна Кронштадтского | Знак «За благоустройство Ленинграда» | Памятник Васе Алексееву в Парке имени 9 Января | Решётка парка имени 9 Января                    |                                    |

## Пересечения
Проспект Стачек граничит или пересекается со следующими площадями, проспектами, улицами, переулками и железнодорожными линиями:
- Площадь Стачек (Нарвский проспект, Перекопская улица, Старо-Петергофский проспект)
- Промышленная улица
- Улица Ивана Черных
- Улица Гладкова
- Тракторная улица
- Кировская площадь (Балтийская улица, улица Швецова)
- Оборонная улица
- Улица Зои Космодемьянской
- Тихомировская улица
- Улица Трефолева
- Улица Белоусова
- Новоовсянниковская улица / Огородный переулок
- Улица Корнеева
- Западный скоростной диаметр (направление «в порт», проезд под магистралью)
- Путиловская железнодорожная ветка (проезд под мостом)
- Западный скоростной диаметр (направление «из порта», проезд под магистралью)
- Улица Возрождения
- Улица Васи Алексеева
- Улица Новостроек
- Комсомольская площадь (Корабельная улица, Краснопутиловская улица)
- Улица Зенитчиков
- Улица Зайцева / Дорога на Турухтанные острова
- Автовская улица (проезд по путепроводу над улицей)
- Улица Червонного Казачества (проезд по путепроводу над улицей)
- Грузовая железнодорожная ветка в порт (проезд по путепроводу над железной дорогой)
- Дорога в Угольную гавань (проезд по путепроводу над улицей)
- Улица Морской Пехоты (проезд по путепроводу над улицей)
- Автомобильная улица
- Трамвайный проспект / Улица Маршала Казакова
- Соломахинский проезд
- Кронштадтская площадь (Дачный проспект, Ленинский проспект)
- Улица Лёни Голикова
- Мостовая улица
- Проспект Маршала Жукова